# Megachile angustistrigata
Megachile angustistrigata là một loài Hymenoptera trong họ Megachilidae. Loài này được Alfken mô tả khoa học năm 1924.